# Aespa
Aespa (Eszpa (에스파, Aespa, MR:esŭp'a) általában kisbetűkkel stilizálva: æspa) egy dél-koreai lánycsapat,  amelyet az SM Entertainment alapított. A csoport tagjai Karina, Giselle, Winter és Ningning. A csapat 2020. november 17-én debütált a Black Mamba című debütáló kislemezükkel.

## Név
A csoport neve, Aespa, az "ae" kombinációja, amely az angol Avatar és az Experience (Avatar X Experience) szavak kezdőbetűiből áll, és az angol aspect szóból, amely a "két oldalt" jelenti, és szimbolizálja a csapat tagjainak "találkozását egy másik énnel és megtapasztalni egy új világot az avatárokon keresztül".

## Történet

### 2016–2019: Debütálás előtti tevékenységek
Ningninget az SM Rookies csapat tagjaként 2016. szeptember 19-én mutatták be. Ennek részeként megjelent a My SMT című műsornak Rookies Princess: Who's the Best? szegmensében 2016-ban, és 2017-ben több feldolgozást is előadott a koreai Shining Star című animációs TV-programhoz.
Karina 2019 februárjában megjelent lemezkiadóbeli társának, Taemin-nek a Want című dalának videoklipjében, és az azt következő hetekben számos zenei programon lépett fel vele.

### 2020: Bemutatkozás, debütálás aBlack Mambacímű dallal
2020. október 26-án az SM Entertainment bejelentette, hogy új lánycsoportot debütál, ami az első volt a Red Velvet 2014-beli bejelentése óta, és az első idolegyüttes a 2016-beli NCT bejelentése óta. A tagokat október 27 és 30 között külön-külön tárták fel (sorrendben: Winter, Karina, Ningning és Giselle) az Aespa névvel együtt. Az Aespa koncepciójáról további magyarázatot írt le az SM Entertainment alapítója, I Szuman a 2020-as kulturális világfórumon, amelyet október 28-án tartottak online.
November 2-án egy videó-trélerben mind a négy tag fel lett fedve. Ugyanezen a napon az ügynökség bejelentette, hogy az Aespa november 17-én kiadja a debütáló Black Mamba című kislemezét. A csoport november 20-án debütált a KBS2 Music Bank zenei műsorában, ahol bemutatták kislemezüket. A csoport három egymást követő héten Kína legnagyobb zenei streaming szolgáltatásának, a QQ Musicnak a K-pop zenei videóinak listáján is elért első helyet.

### 2021–jelen:Forever,Next Levelés első középlemez
2021. január 17-én az Aespa megszerezte az első zenei show-győzelmét a Black Mamba című dalukkal az Ingigajo-n. 29-én az SM Entertainment bejelentette, hogy az Aespa kiad egy új kislemezt Forever címmel, Ju Jongdzsin kislemezének feldolgozását, amelyet az SM Entertainment téli ünnepi, Winter Vacation in SMTOWN.com című albumához adtak ki 2000-ben. A kislemez hivatalosan 2021. február 5-én jelent meg. A dalt középtempós balladának írták le, akusztikus gitárhangzással és hozzáillő szöveggel, amellyel örökre ígéretet tesznek egy szeretett embernek.
2021. május 4-én az SM Entertainment bejelentette, hogy az Aespa még ebben a hónapban visszatér. Május 17-én jelent meg harmadik kislemezük, Next Level címmel, amely a Gaon Digital Chart első öt legjobb slágere lett. A dalt a dance és hip-hop műfajába sorolták,"divatos" rap-el és "energikus" basszussal, amit az "Aespa erőteljes éneke" jellemezett.
2021. július 22-én a csapat leszerződött a Creative Artists Agency nevezetű céggel. Ők fogják menedzselni az Aespa tevékenységeit az Egyesült Államokban.
2021. szeptember 14-én megjelent egy rövid videó, ami az együttes második visszatérésének előszeleként szolgált. Ugyanezen a napon az SM Entertainment felfedte, hogy a közelgő visszatérés a lányok első középlemeze lesz, amelyen hat, más és más műfajú szerzemény kap majd helyet. A középlemez október 5-én jelent meg, Savage címmel.

### Együttműködések
2021. február 10-én az Aespát a 2021-es Givenchy nagykövetként hirdették meg, ők lettek az első K-pop együttes, akit a Givenchy nagykövetévé választottak. Ugyanezen év augusztusában a Clio Cosmetics, a Mediheal, illetve a francia sportruházati márka, az Eider is reklámarcaivá választotta az együttest.

## Tagok
- Ju Dzsimin (Yoo Ji-min) (유지민), művésznevén Karina (Kharina (hangul: 카리나?)) - dél-koreai táncosnő, rapper, énekesnő, az együttes vezetője, vezére[30][31][32]
- Ucsinaga Aeri (ウチナガ アエリ?), művésznevén Giselle (Csidzsel/Dzsizel (hangul: 지젤?)) - japán-dél-koreai rapper, énekesnő[31][33][34]
- Kim Mindzsong (Kim Min-jeong) (김민정), művésznevén Winter (Üntho (hangul: 윈터?)) - dél-koreai énekesnő, táncosnő[31][35]
- Ning Jicsuó (Ning Yizhuo) (宁艺卓), művésznevén Ningning (Ningning (hangul: 닝닝?)) - kínai énekesnő[31][36]

## Diszkográfia

### Középlemezek
| Cím    | Album részletei | Toplistás helyezések | Toplistás helyezések | Toplistás helyezések | Toplistás helyezések | Toplistás helyezések | Eladási adatok     |
| Cím    | Album részletei | KOR                  | JPN                  | JPN Hot              | US                   | US World             | Eladási adatok     |
| ------ | --- | -------------------- | -------------------- | -------------------- | -------------------- | -------------------- | ------------------ |
| Savage | - Kiadás dátuma: 2021. október 5. - Kiadó: SM Entertainment - Formátumok: CD, zeneletöltés, streaming Dallista 1. aenergy 2. Savage 3. I'll Make You Cry 4. YEPPI YEPPI 5. ICONIC 6. Lucid Dream | 1                    | 8                    | 18                   | 20                   | 1                    | - JPN: 15,231 (CD) |

### Kislemezek
| Cím                                                         | Év   | Toplistás helyezések | Toplistás helyezések | Toplistás helyezések | Toplistás helyezések | Toplistás helyezések | Toplistás helyezések | Toplistás helyezések | Toplistás helyezések | Eladási adatok | Album |
| Cím                                                         | Év   | KOR                  | KOR                  | JPN Hot              | MLY                  | NZ Hot               | SGP                  | US World             | WW                   |                |       |
| Cím                                                         | Év   | Gaon                 | Hot                  | JPN Hot              | MLY                  | NZ Hot               | SGP                  | US World             | WW                   |                |       |
| ----------------------------------------------------------- | ---- | -------------------- | -------------------- | -------------------- | -------------------- | -------------------- | -------------------- | -------------------- | -------------------- | -------------- | ----- |
| "Black Mamba"                                               | 2020 | 49                   | 21                   | —                    | 14                   | 37                   | 13                   | 5                    | 138                  | - WW: 3,000    | —     |
| "Forever" (약속)                                            | 2021 | —                    | —                    | —                    | —                    | —                    | —                    | 11                   | —                    | —              | —     |
| "Next Level"                                                | 2021 | 2                    | 2                    | 77                   | —                    | —                    | 23                   | 3                    | 65                   | —              | —     |
| "—": Nem jelent meg a régióban vagy nem szerepelt toplistán |      |                      |                      |                      |                      |                      |                      |                      |                      |                |       |

### Egyéb toplistára került dalok
| Cím                            | Év   | Toplistás helyezések | Toplistás helyezések | Album                                |
| Cím                            | Év   | KOR                  | KOR                  | Album                                |
| Cím                            | Év   | Gaon                 | Hot                  | Album                                |
| ------------------------------ | ---- | -------------------- | -------------------- | ------------------------------------ |
| "Next Level" (Habstrakt Remix) | 2021 | —                    | —                    | iScreaM Vol. 10 : Next Level Remixes |
| "Aenergy"                      | 2021 | 117                  | 82                   | Savage                               |
| "I'll Make You Cry"            | 2021 | 154                  | —                    | Savage                               |
| "Yeppi Yeppi"                  | 2021 | 115                  | —                    | Savage                               |
| "Iconic"                       | 2021 | 152                  | —                    | Savage                               |
| "Lucid Dream" (자각몽 ()       | 2021 | 141                  | —                    | Savage                               |

## Videógráfia

### Zenei videók
| Dalcím                         | Év   | Rendező(k)                                  | Hossz | Ref.          |
| ------------------------------ | ---- | ------------------------------------------- | ----- | ------------- |
| "Black Mamba"                  | 2020 | OUI                                         | 3:49  | [ 57 ] [ 58 ] |
| "Forever" (약속)               | 2021 | SUNNYVISUAL                                 | 5:06  | [ 59 ]        |
| "Next Level"                   | 2021 | Paranoid Paradigm (VM Project Architecture) | 3:55  | [ 60 ]        |
| "Next Level (Habstrakt Remix)" | 2021 | Paranoid Paradigm (VM Project Architecture) | 3:28  | [ 61 ]        |
| "Savage"                       | 2021 | 725 (SL8 Visual Lab)                        | 4:18  | [ 62 ] [ 63 ] |

### Egyéb videók
| Cím                                                               | Év   | Rendező(k)            | Ref.   |
| ----------------------------------------------------------------- | ---- | --------------------- | ------ |
| "MY, KARINA"                                                      | 2020 | hamjae [88 GH]        | [ 64 ] |
| "SYNK, æspa"                                                      | 2020 | 051/HEUNG             | [ 65 ] |
| "SYNK, WINTER"                                                    | 2020 | 051/HEUNG             | [ 66 ] |
| "SYNK, GISELLE"                                                   | 2020 | 051/HEUNG             | [ 67 ] |
| "SYNK, NINGNING"                                                  | 2020 | 051                   | [ 68 ] |
| "SYNK, KARINA"                                                    | 2020 | 051                   | [ 69 ] |
| "'Black Mamba' The Debut Stage"                                   | 2020 | Im Szungkvan          | [ 70 ] |
| "'Forever' (약속) The Performance Stage (Cozy Winter Cabin Ver.)" | 2021 | (Ismeretlen)          | [ 71 ] |
| "'Forever' (약속) The Performance Stage (Glitter Snowball Ver.)"  | 2021 | (Ismeretlen)          | [ 72 ] |
| "'Forever' (약속) The Performance Stage (Romantic Street Ver.)"   | 2021 | (Ismeretlen)          | [ 73 ] |
| "ep1. 'Black Mamba' – SM Culture Universe"                        | 2021 | Tehung Szon és Min Ho | [ 74 ] |
| "'Next Level' The Performance Stage #1"                           | 2021 | (Ismeretlen)          | [ 75 ] |
| "'Next Level' The Performance Stage #2"                           | 2021 | (Ismeretlen)          | [ 76 ] |
| "'Next Level' The Performance Stage #3"                           | 2021 | (Ismeretlen)          | [ 77 ] |

### Koncerti részvételek
- SMTOWN Live "Culture Humanity" (2021)[78][79]

## Díjazások és jelölések
| Díjátadó ceremónia            | Év   | Kategória                           | Részvevő    | Eredmény | Ref.   |
| ----------------------------- | ---- | ----------------------------------- | ----------- | -------- | ------ |
| Asian Pop Music Awards        | 2020 | Best New Artist (Overseas)          | Aespa       | Elnyerte | [ 81 ] |
| Brand Customer Loyalty Awards | 2021 | Best Female Rookie Award            | Aespa       | Jelölve  | [ 82 ] |
| Brand of the Year Awards      | 2021 | Female Rookie Idol Award            | Aespa       | Függőben | [ 83 ] |
| Gaon Chart Music Awards       | 2021 | New Artist of the Year – Digital    | Black Mamba | Elnyerte | [ 84 ] |
| Gaon Chart Music Awards       | 2021 | MuBeat Global Choice Award (Female) | Aespa       | Jelölve  | [ 85 ] |
| Joox Thailand Music Awards    | 2021 | Top Social Artist of the Year       | Aespa       | Jelölve  | [ 86 ] |
| Seoul Music Awards            | 2021 | Rookie of the Year                  | Aespa       | Elnyerte | [ 87 ] |
| Seoul Music Awards            | 2021 | K-wave Popularity Award             | Aespa       | Jelölve  | [ 88 ] |
| Seoul Music Awards            | 2021 | Popularity Award                    | Aespa       | Jelölve  | [ 88 ] |

## Fordítás
Ez a szócikk részben vagy egészben  az   Aespa című angol Wikipédia-szócikk ezen változatának fordításán alapul.  Az eredeti cikk szerkesztőit annak laptörténete sorolja fel. Ez a jelzés csupán a megfogalmazás eredetét és a szerzői jogokat jelzi, nem szolgál a cikkben szereplő információk forrásmegjelöléseként.